# Hild
Hild is een buurtschap  in de gemeente Oisterwijk in de Nederlandse provincie Noord-Brabant. Het ligt een kilometer ten zuidoosten van het dorp Moergestel.
Dorpen: Haaren · Moergestel · Oisterwijk

Buurtschappen en gehuchten: Belvert · Broekzijde · De Logt · Gever · Heesakker · Heikant · Heiligeboom · Heukelom · Heuvelstraat · Hild · Kerkeind · Laag-Heukelom · Noenes · Raam · Stokske · Oisterwijkse Hoeven · Vinkenberg · Zelt

Noord-Brabant: Steden en dorpen      Nederland: Provincies · Gemeenten